# ليمور نمسي
ليمور نمسي أو هبّار نمسي (الاسم العلمي: Eulemur mongoz)، نوع من الرئيسيات يتبع جنس الليمور الحقيقي وفصيلة الليموريات. وهو حيوان صغير القد يستوطن مدغشقر وجزر القمر.